# Polyphaenis viridata
Polyphaenis viridata là một loài bướm đêm trong họ Noctuidae.